# هنري هرنانديز
هنري هرنانديز (بالإسبانية: Henry Hernández)‏ (4 يناير 1985 في السلفادور - ) هو لاعب كرة قدم سلفادوري في مركز حراسة المرمى. شارك مع منتخب السلفادور لكرة القدم. أما مع النوادي، فقد لعب مع نادي أليانزا ‏ وأتلتيكو مارته ‏ وإيسيدرو ميتابان ‏ وAtlético Balboa ‏ ونادي لويس أنخيل فيربو ونادي أكويلا.

## وصلات خارجية
- هنري هرنانديز على موقع قاعدة بيانات كرة القدم.إي يو (الإنجليزية)
- هنري هرنانديز على موقع ناشيونال فوتبول تيمز (الإنجليزية)